# Minbyauk Thihapate
Cette page contient des caractères spéciaux ou non latins. S’ils s’affichent mal (▯, ?, etc.), consultez la page d’aide Unicode.
Minbyauk Thihapate (birman မင်းပြောက် သီဟပတေ့, mɪ́ɴbjauʔ θìha̰pətḛ ; 1309–1364), fut le septième et dernier roi de Sagaing, dans le centre-ouest de la Birmanie (République de l'Union du Myanmar). Il monta sur le trône vers février 1353, à la mort du roi Tarabya II : il était devenu son beau-frère en épousant sa sœur Soe Min Kodawgyi, la seule fille du roi Sawyun, fondateur du royaume en 1315.
Bien qu'il fût lui-même un chef Shan, les cinq dernières années de son règne (1359-1364) furent assombries par des raids shans répétés venus du nord, principalement de la principauté de Mogaung. Au début des années 1360, il nomma pour les arrêter son beau-fils Thadominbya gouverneur de Tagaung, à la frontière des régions shanes. Thadominbya était un fils que Soe Min Kodawgyi avait eu d'un précédent mariage, et il était donc un petit-fils de Sawyun.
En 1364, Mogaung s'allia avec le rival de Sagaing à l'est de l'Irrawaddy, le royaume de Pinya, pour attaquer les territoires de Sagaing (en fait, Mogaung combattit presque seul). Les shans de Mogaung s'emparèrent de Tagaung, dont Thadominbya ne s'échappa qu'à grand-peine. Pour le punir de cette défaite, Minbyauk le fit jeter en prison. Mais lui-même dut fuir sa capitale devant les forces de Mogaung un peu plus tard dans l'année. Après leur départ, la population de la ville se rallia à Thadominbya, qui fit mettre Minbyauk à mort en mai 1364.
Plus tard dans l'année, Thadominbya prit Pinya et fonda une nouvelle capitale, Ava, et avec elle un nouvel état, le royaume d'Ava, qui allait durer plus de 160 ans. 